# Gianfranco Rosi

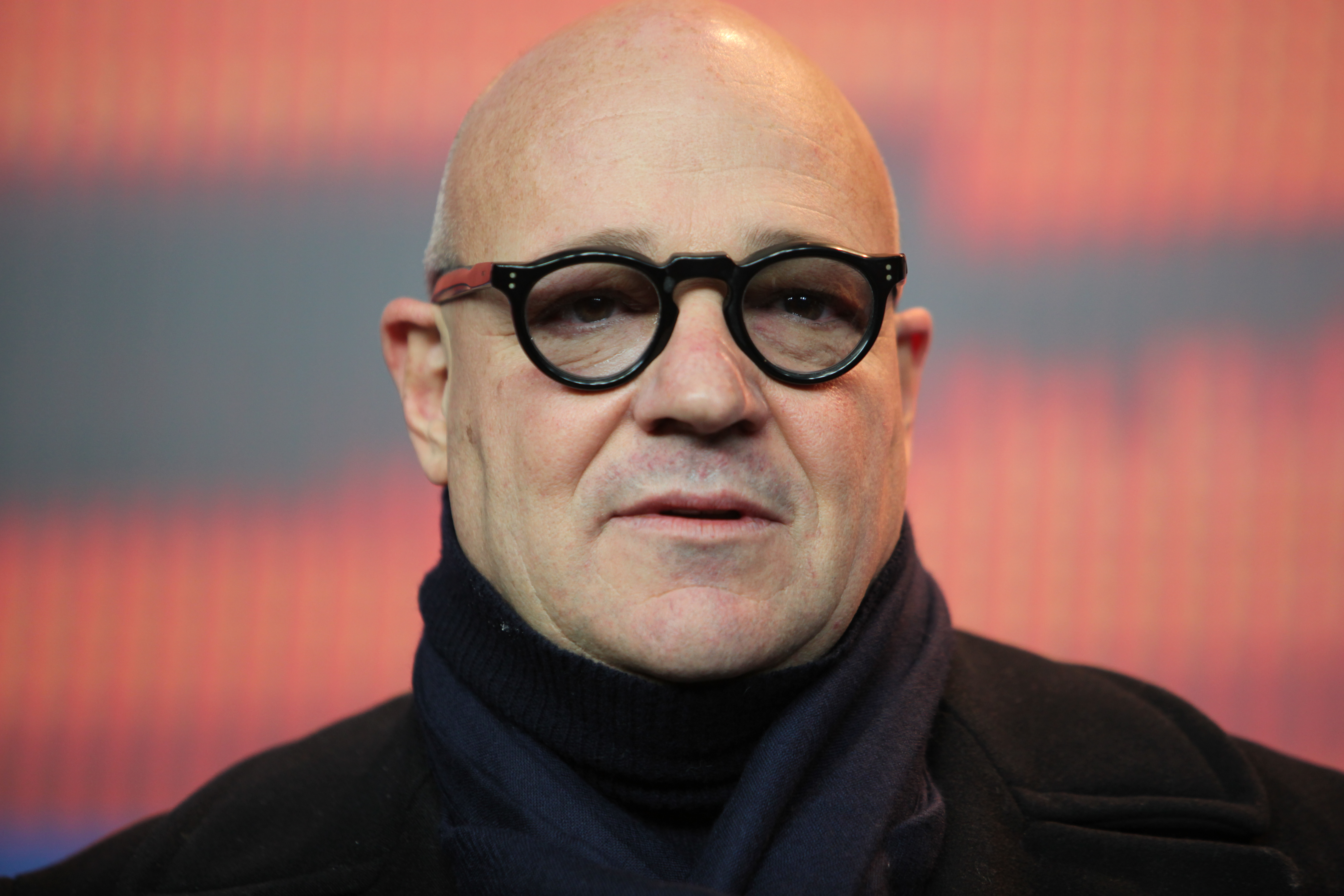
O diretor de cinema e diretor de fotografia italiano Gianfranco Rosi na Berlinale 2016.

Spencer Averick (Asmara, Eritreia, 30 de novembro de 1963) é um cineasta, produtor cinematográfico e cinematografista italiano. Como reconhecimento, foi nomeado ao Oscar 2017 na categoria de Melhor Documentário em Longa-metragem por Fuocoammare.